# 아팍 호자

카슈가르 근방의 아팍 호자의 묘

아팍 호자(Abakh Khoja, Apak Khoja, Āfāq Khwāja, ? - 1693/94)는 위구르의 종교 지도자, 정치 지도자이다. 또한 그는 가와자 히다야트 알라(Khwāja Hidāyat Allāh) 또는 히다에툴라 호자(Hidayetullah Khoja)로 알려져 있다.
중국에서는 아팍 호자의 이름을 아팍 훠자(阿帕克霍加, Apake Huojia) 또는 아파얼 호자(阿帕尔霍加)로 표기하고 때로는 아파 훠자(阿帕霍加, Apa Huojia)로 표기하기도 한다. 호자는 또한 훠줘(和卓, huozhuo)로도 표기된다.

## 생애
아팍 호자는 나쿠쉬반디 수피즘의 지도자였던 유명한 아마드 칸사니(1461 - 1542)의 증손자였고, 자신도 수피즘의 지도자로 존경받았다. 위구르 무슬림 중에는 그를 예언자 무함마드와 관련있는 사이드로 여겨지기도 했다.
아팍 호자는 달라이 라마와의 비밀외교를 통해 중가르 침략자를 불러들임으로써 야르칸드의 차가타이 왕조에게서 권력을 빼앗았다. 아팍 호자는 호탄, 야르칸드, 코를라, 쿠차, 아크수와 카슈가르까지 동튀르키스탄을 다스리는 강력한 군주였다. 이스카키 호자(카라 타글리크스,검은 산악인을 뜻)와 충돌의 결과로 아팍 호자는 카슈가르에서 한발 물러났고, 1678년에 이교도인 제5대 달라이 라마로부터 추천장을 받아 10만 탕가스(은화)를 대가로 준가르를 불러들였다. 갈단 보슈투 칸1670-1697)이 이끄는 준가르는 차가타이 (무굴) 군주 이스마일 칸을 쫓아내고, 아팍 호자와 그의 아들을 카슈가르의 명목상의 군주로 만들었다.
아팍 호자는 1694년에 죽었으며, 1695년 그의 아들 야흐야 호자(1694-1695)에 의해 야르칸드 칸국으로 계승되었다. 야흐야 호자가 피살된 후 카슈가르의 마지막 무굴 칸 무하마드 이민 술탄(아크바쉬 칸, 1695-1706)이 야르칸드의 차가타이 왕조를 복원하였고, 준가르의 침략에 저항하려 하였다. 그러나 결국 그는 호자 가문에 의해 축출되었고, 무굴 제국의 보호 하에 인도로 도주하였다.

## 아팍 호자의 묘
향비는 아팍 호자의 손녀로 준가르를 정벌하고, 서역을 장악한 청나라 건륭제에게 예물로 바쳐진다. 카슈가르에는 ‘아팍 호자의 묘’라고 불리는 가족묘가 있는데, 이 가족묘는 일명 ‘향비묘’로 불리기도 한다.

## 같이 보기
- 차가타이 칸국
- 모굴리스탄 칸국
- 위구르족